# Rhynchocinetes serratus
Rhynchocinetes serratus är en kräftdjursart som först beskrevs av H. Milne Edwards 1837.  Rhynchocinetes serratus ingår i släktet Rhynchocinetes och familjen Rhynchocinetidae. Inga underarter finns listade i Catalogue of Life.